# 사운드폰트
사운드폰트(SoundFont)는 컴퓨터와 신시사이저 등 MIDI를 사용하는 음악 기기의 음색과 사운드 이펙트를 만드는 포맷이다. 확장자는 SoundFont 1이 .sbk, SoundFont 2가 .sf2로, 현재는 버전 2가 주종을 이루고 있어 사운드폰트를 SF2로 줄여서 표기하는 경우가 많다.

## 특징
- 사운드폰트의 첫 번째 버전인 1.0은 1994년, 두 번째 버전인 2.0은 1996년, 이를 개량한 2.1은 1998년, 그리고 두 번의 버전업을 생략한 2.4가 2005년 공개되었다. 이 버전들은 모두 E-mu Systems가 개발하였다.
- 사운트폰트는 사운드 카드를 비롯한 MIDI 기기 자체의 빈약한(혹은 열악한) 음색을 보완하기 위해 만들어졌으나 현재는 컴퓨터 등 MIDI 기기의 성능이 올라가 VST가 주로 쓰이고 있다.
- 그렇지만 사운드폰트는 상대적으로 작은 용량으로 다양한 음원을 담을 수 있기 때문에 인터넷 등을 통해 무료로 배포하고 공유하는 경우가 많다.

## 사용 방식
- 사운드폰트는 보통 하나 이상의 음색을 담은 SF2 포맷의 파일로 존재한다. 이를 사운드 카드의 메모리로 읽어들여 사용한다. 사용하는 방법이나 형식이 글꼴 파일(폰트)과 흡사하기 때문에 사운드폰트라는 명칭이 붙었다.
- 기본적으로는 GM의 음색배열과 동일하게 사용하는 경우가 많지만 일부 음색만 따로 사용하는 등 자유롭게 쓸 수 있다.
- 복수의 음색 혹은 SF2 파일을 담은 SFPack, SFArk와 같은 압축 포맷도 존재한다. 압축을 해제하려면 별도의 프로그램이 필요하다.
- 사운드폰트를 재생, 편집, 제작할 수 있는 SynthFont와 같은 프로그램도 다수 있다.
- 사운드폰트를 지원하지 않는 사운드 카드나 음악 제작 프로그램에서 사용하기 위한 여러 방법이 있다. 대표적으로 VST 상에서 사운드폰트를 불러 쓸 수 있는 SFZ SoundFont Player가 있다.